# Frank Bickerton
Francis "Frank" Howard Bickerton (Iffley, 15 de enero de 1889-Cardigan, 21 de agosto de 1954) fue un buscador de tesoros, explorador de la Antártida, soldado, piloto, entrepreneur, cazador y productor de películas británico. Se destacó por su aporte en la Expedición Antártica Australiana-Asiática de 1911–14, y fue reclutado para la expedición "Endurance" de Sir Ernest Shackleton; peleó con la infantería, el Royal Flying Corps y la Royal Air Force en ambas guerras mundiales y fue herido en por lo menos cuatro ocasiones. Según su obituario en The Times, "Su lealtad a sus amigos, su gallardía... y el coraje sin par con el cual enfrentó a las dificultades de este mundo el cual es poco reconocido durante la paz, hace que aquellos de una u otra manera compartimos instantes de su vida tengamos en nuestra memoria recuerdos de un espíritu rico y vibrante".
Bickerton era amigo de la autora Vita Sackville-West y fue modelo del personaje de Leonard Anquetil en su novela The Edwardians de 1930.